# Charlie en Hannah gaan uit
Charlie en Hannah gaan uit is een Vlaamse langspeelfilm uit 2017 in regie van Bert Scholiers.  Het was de debuutfilm van Scholiers die voor de in zwart-wit gedraaide romantische komedie ook het scenario schreef. De hoofdrollen werden vertolkt door Evelien Bosmans en Daphne Wellens.
In de film bespreken Charlie en Hannah, met de nodige drank, op een vrijdagnacht op stap doorheen Antwerpen hun relaties en hoe om te gaan met hun exen. De nodige magische snoepjes zorgen voor bizarre situaties, waar regisseur Scholiers speelt met referenties naar de filmgeschiedenis inclusief de stille cinema en oude Italiaanse horrorfilms. Filmmuziek werd gecomponeerd door Chrisnanne Wiegel.
De film werd geselecteerd als slotfilm voor het Film Fest Gent 2017.  Scholiers werd voor Charlie en Hannah gaan uit ook genomineerd voor de Ensor Beste scenario film 2018, maar laureaten werden dat jaar evenwel Sahim Omar Kalifa en Jean-Claude Van Rijckeghem met Zagros. 

## Rolverdeling
- Evelien Bosmans als Charlie
- Daphne Wellens als Hannah
- Patrick Vervueren als Fons
- Frances Lefebure als Marie
- Steef de Bot als Vincent

naast rollen voor onder meer Astrid Haerens, Jeroen Van Dyck, Sam Bogaerts en Sigrid ten Napel.